# Stele di Tel Dan

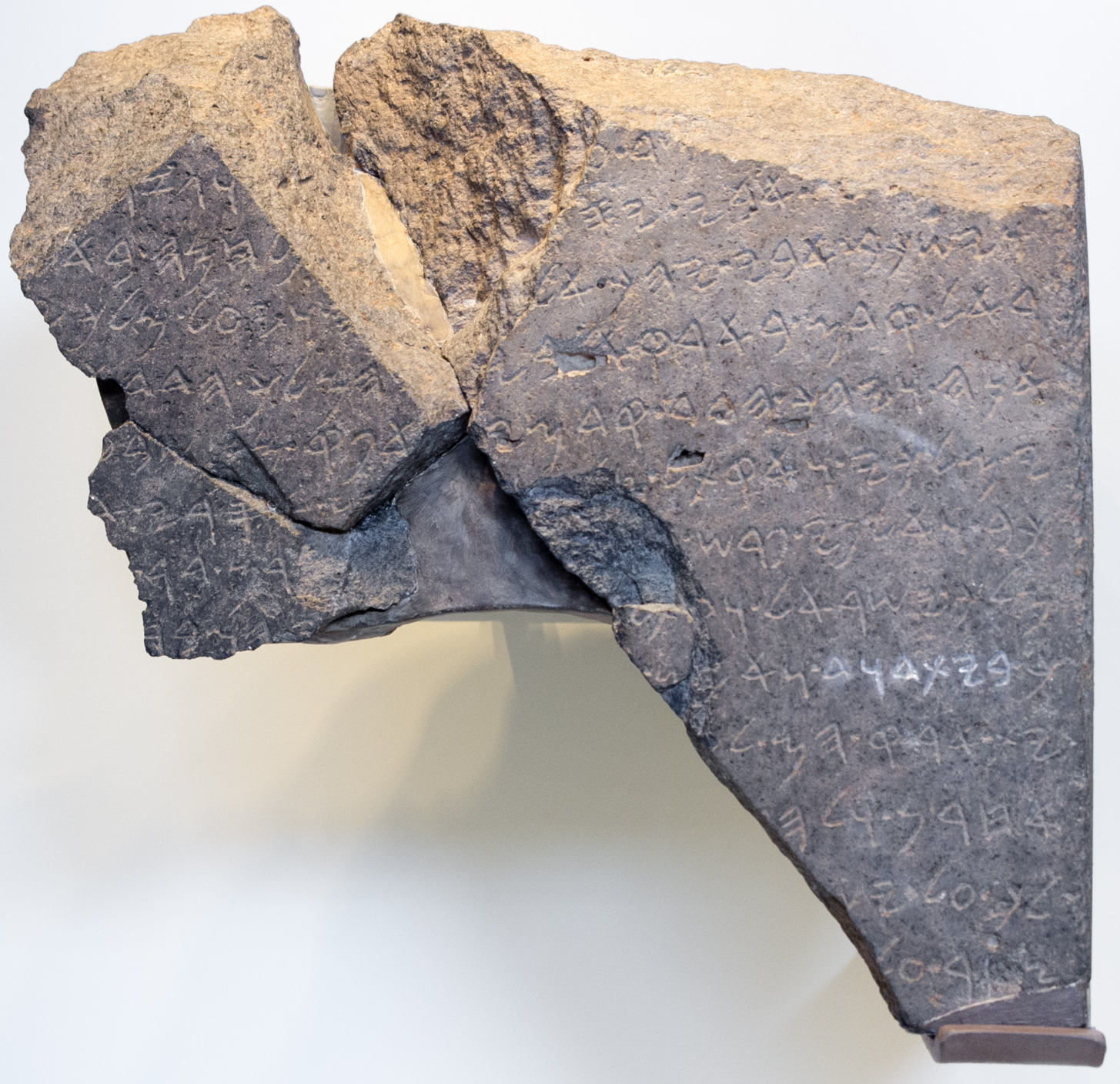
Stele di Tel Dan

La stele di Tel Dan è una stele frammentaria, scoperta nel 1993 a Tel Dan, in  Israele, da Gila Cook, membro di una squadra di archeologi guidata da Avraham Biran. I pezzi erano stati usati per costruire un antico muro di pietra sopravvissuto fino ai tempi moderni.
L'iscrizione in aramaico contiene il primo riferimento al di fuori della Bibbia alla Casa di Davide. È conservata al Museo d'Israele.